# Partit Liberal (Bèlgica)
Partit Liberal (neerlandès Liberale Partij, francès Parti libéral) fou un partit polític belga que va existir de 1846 a 1961, quan canvià el seu nom pel de Partij voor Vrijheid en Vooruitgang (Partit per la Llibertat el Progrés), liderat per Omer Vanaudenhove, que posteriorment es va disgregar en el Partij voor Vrijheid en Vooruitgang flamenc i el Parti de la Liberté et du Progrès.
El partit fou fundat el 1846 i fou el principal partit de Bèlgica sota la direcció de Walthère Frère-Orban, autor dels estatuts del partit. De 1887 a 1900 va patir l'escissió del Parti Progressiste (neerlandès Progressieve Partij).
En 1961 arran de la crisi vinculada a la independència del Congo Belga i les grans vagues, dirigit per Omer Vanaudenhove, el partit va renunciar a la seva filosofia anticlerical i va dur a terme un procés d'obertura refundant-se en el Partit de la Llibertat i el Progrés (PLP).

## Presidents
- 1920 - 1921 : Albert Mechelynck
- 1924 - 1926 : Edouard Pécher
- 1927 - 1933 : Albert Devèze
- 1933 - 1934 : Octave Dierckx
- 1935 - 1936 : Léon Dens
- 1936 - 1937 : Victor de Laveleye
- 1937 - 1940 : Emile Coulonvaux
- 1940 - 1945 : Jane Brigode i Fernand Demets (copresidència)
- 1945 - 1953 : Roger Motz
- 1953 - 1954 : Henri Liebaert
- 1954 - 1958 : Maurice Destenay
- 1958 - 1961 : Roger Motz
- 1961 : Omer Vanaudenhove

## Membres destacats
- Jules Bara
- Gustave Boël (1837-1912), industrial
- Charles Buls, alcalde de Brussel·less (1881-1899)
- Eugène Defacqz
- François-Philippe de Haussy, (1789-1869), primer governador del Banc Nacional de Bèlgica
- Constant de Kerchove de Denterghem
- Walthère Frère-Orban
- Charles Graux
- Paul Hymans, primer President de la Lliga de Nacions
- Paul Janson
- Paul-Émile Janson
- Joseph Lebeau
- Albert Lilar
- Adolphe Max, alcalde de Brussel·les (1909-1939)
- Eudore Pirmez
- Eugène Prévinaire, (1805-1877), segon governador del Banc Nacional de Bèlgica.
- Jean Rey (1902-1983), President de la Comissió Europea
- Charles Rogier
- Gustave Rolin-Jaequemyns
- Ernest Solvay (1838-1922)
- Henri Story (1897-1944)
- Pierre Van Humbeeck
- Jan Van Rijswijck
- Pierre-Théodore Verhaegen, fundador de la Universitat Lliure de Brussel·les
- Raoul Warocqué